# František Olejník
František Olejník (14. října nebo 14. listopadu 1880 Plasy – 28. září 1941 Praha) byl český a československý politik a meziválečný senátor Národního shromáždění ČSR za Republikánskou stranu zemědělského a malorolnického lidu.

## Biografie
V parlamentních volbách v roce 1925 získal za Republikánskou stranu zemědělského a malorolnického lidu senátorské křeslo v Národním shromáždění. Mandát obhájil v parlamentních volbách v roce 1929 a parlamentních volbách v roce 1935. V senátu setrval do jeho zrušení roku 1939, přičemž krátce předtím, v prosinci 1938, ještě přestoupil do nově zřízené Strany národní jednoty.
Profesí byl tajemníkem republikánské strany ve Starých Benátkách.